# Moratuwa
Moratuwa är en ort i Sri Lanka.   Den ligger i provinsen Västprovinsen, i den sydvästra delen av landet, 18 km söder om huvudstaden Colombo. Moratuwa ligger 10 meter över havet och antalet invånare är 185 031. Den ligger vid sjön Bolgoda Lake.
Terrängen runt Moratuwa är mycket platt. Havet är nära Moratuwa åt sydväst. Runt Moratuwa är det mycket tätbefolkat, med 2 614 invånare per kvadratkilometer. Närmaste större samhälle är Colombo, 18,0 km norr om Moratuwa. Omgivningarna runt Moratuwa är en mosaik av jordbruksmark och naturlig växtlighet.